# Adolf Bohaty
Adolf Bohaty (* 6. August 1845 in Luditz; † 17. November 1929 in Trautenau) war ein österreichisch-tschechoslowakischer Bauunternehmer und Politiker. Er war Mitglied des Reichsrates und Abgeordneter des Böhmischen Landtags.

## Leben und Wirken

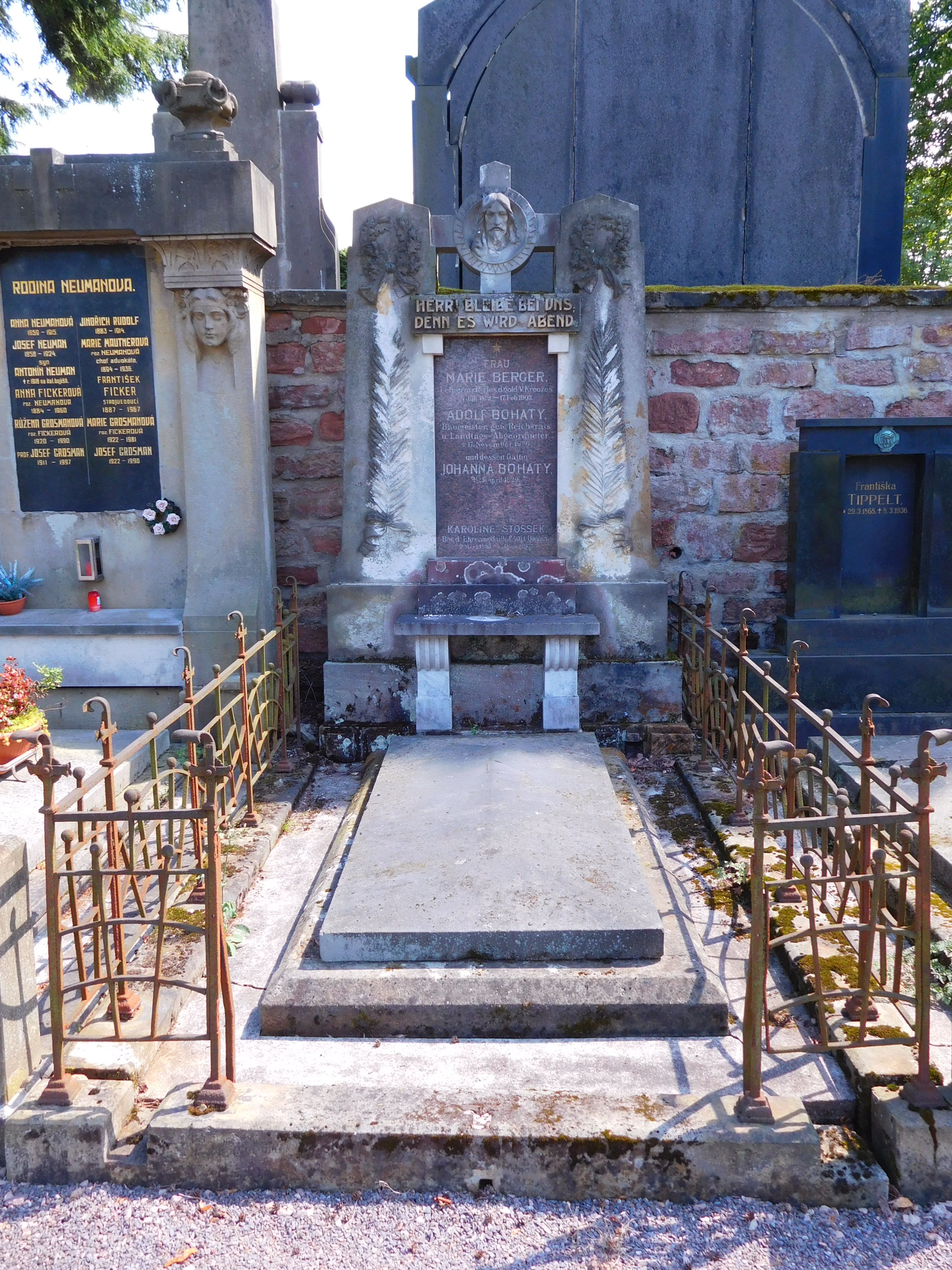
Familiengrab auf dem Friedhof in Trutnov

Nach dem Schulabschluss studierte Bohaty Naturwissenschaften in Pilsen und an der Berufsschule in München. 1872 zog er nach Trautenau, wo er als Baumeister und -unternehmer arbeitete. Dort errichtete er u. a. die Kapelle des Heiligen Kreuzes auf dem Stadtfriedhof. 1895 wird er als Mitglied des Gemeinderates in Trautenau aufgeführt. Ab 1883 saß er in der Handelskammer in Reichenberg. 1883 wurde er Mitglied des Reichsrates, in dem er die Handelskammern des Bezirks Reichenberg vertrat. Seine Gelübde legte er am 4. Dezember 1883 ab. Er verteidigte sein Mandat bei den ordentlichen Wahlen von 1885, den Wahlen von 1891 und den Wahlen von 1897.
Bohaty war auch Mitglied der böhmischen Provinzialversammlung, in die er bei den Regionalwahlen von 1883 gewählt wurde. 1887 wurde er erneut zum Mitglied des Landtags gewählt. Auch bei den ordentlichen Landtagswahlen 1889 und bei den Landtagswahlen 1895 war er erfolgreich.
1890 wird er als Abgeordneter des erneuerten Klubs der deutschen Liberalen geführt, der sich nun offiziell Vereinigte Deutsche Linke nannte. Bei den Wahlen 1891 wurde er auch für die Vereinigte Deutsche Linke in den Reichstag gewählt. 1896 verließ er die Vereinigte Deutsche Linke und schloss sich der Deutschen Klubfraktion an.
Er starb 1929 und wurde im bis heute erhalten gebliebenen Familiengrab auf dem städtischen Friedhof in Trautenau beigesetzt.